# 水平尾翼

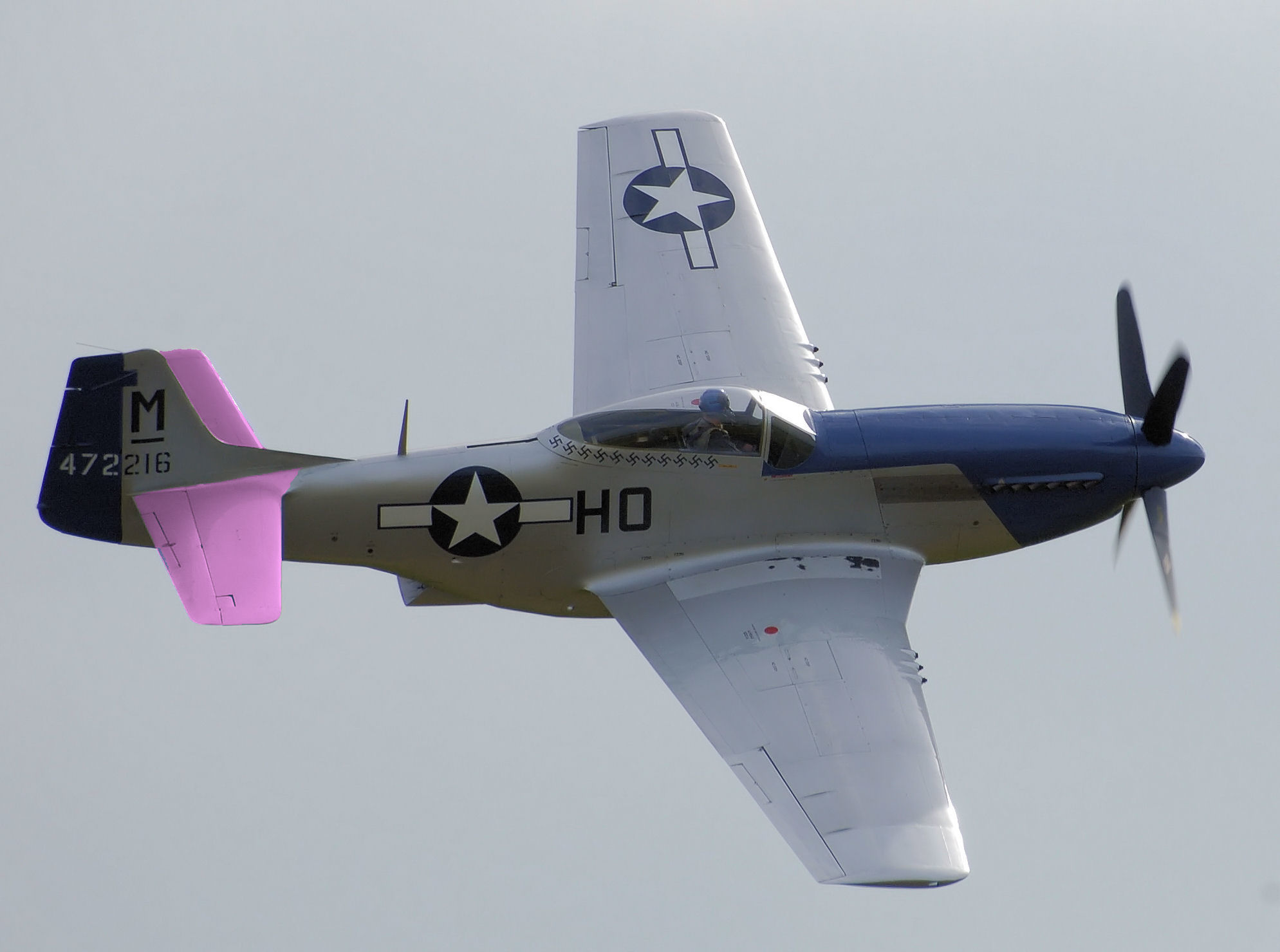
P-51 マスタングの水平尾翼（ピンク色の部分を指す）

水平尾翼（すいへいびよく、（英語: Tailplaneまたはhorizontal stabilizer）は、飛行機を始めとする航空機の尾翼の一種の名称である。固定翼航空機、およびヘリコプターやジャイロ飛行機などの他の非固定翼航空機の主な揚力面の後ろの尾翼にある小さな揚力面。すべての固定翼航空機に水平尾翼があるわけではなく、カナード、無尾翼機および全翼機には個別の水平尾翼がない。V字尾翼航空機では、垂直尾翼と方向舵および尾翼と昇降舵が組み合わされて、Vレイアウトで2つの対角線面を形成する。

## 概要

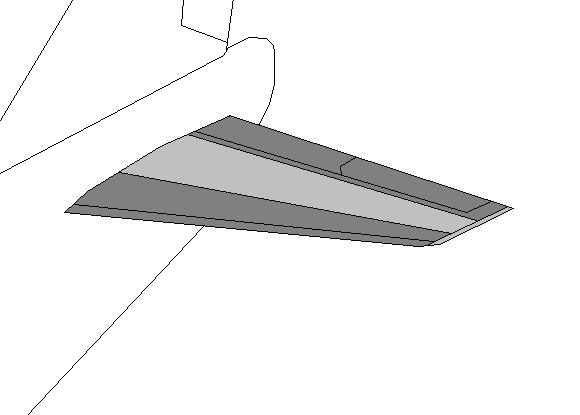
水平尾翼

航空機の尾翼の一種で、水平についている部分。水平安定板と昇降舵によって構成され、縦の安定性の向上と、ピッチングの操作に使用される。
小さな（したがって軽い）尾翼で十分なモーメントを発生できるように、通常は機体の重心から後方へ離れた位置、すなわち機体の最後尾に取りつけられる。一方、主翼は重心付近の若干重心より後方に取り付けられる。そのため、バランスを取るため、尾翼はマイナスの揚力を発生することになる。航空機の創成期においては、主翼を重心より若干前方に取り付け、尾翼はプラスの揚力を発生するものも存在したが、操縦性に問題があったため、その後採用されなくなった。しかしながら、1970年代以降の戦闘機においては、CCV技術の手法のひとつである静安定緩和の手段として、水平尾翼の発生する揚力を下げ、主翼を重心近くに配置するようになった。
水平尾翼は一般に機体に直接取り付けられているが、リアエンジン方式や、主翼の前や下にエンジンをマウントする高翼機では、エンジンの後流・排気の影響を避けるために、垂直尾翼の上部に取り付けられることもある。これをT尾翼、またはT字尾翼と呼ぶ。離陸時、比較的高い上昇角をとることができる反面、迎え角を大きく取ると主翼の後流が水平尾翼の効果を無くし、急激な機体の頭上げ（ピッチアップ）を生じる欠点がある。そのため、これを採用した機体（特にF-101 ブードゥーやF-104 スターファイターなどの戦闘機）では、迎え角を一定以上取れないように制御することになる。運動性を重視する戦闘機の場合は迎え角を大きく取れないのは致命的な欠陥となり、T字尾翼を含めて主翼より上方に水平尾翼を配置する設計はなされなくなった。
まれに、水平尾翼を機首や機体前部に取り付けた機種もある。この水平尾翼を先尾翼（カナード）と言い、この方式の機体をエンテ型飛行機と呼ぶ。エンテ型飛行機の場合も主翼は重心より若干後方に配置するのは同様であり、そのため、先尾翼はプラスの揚力を発生することになる。リアエンジンの機体の場合は、重心が機体の後方に位置し、機体の最後尾では重心からさほど離れていないことになるため、尾翼を重心からできるだけ離すという意味では、エンテ型が望ましい。
水平尾翼は単純に発生する揚力で効果を推し量ることができないため、その指標として水平尾翼容積という値が使用される。
超音速戦闘機などでは、水平尾翼全体が昇降舵として機能する全遊動式（オールフライング・テール）となっている例が見られる。
全遊動式を含め水平尾翼舵を差動させ、ロール制御に用いる場合もあり、テイルロン（テイル＋エルロン）とも呼ばれる。

また、水平尾翼を省略した無尾翼機も存在する。この場合、主翼そのものが水平尾翼の働きを兼ねたり、あるいはコンピューター制御（CCV技術）により安定を保つ。

## 水平尾翼の種類
尾翼は、尾翼に取り付けられた固定水平尾翼と可動昇降舵で構成される。その平面図に加えて、それは次の特徴がある。
- 水平尾翼の数-0枚（無尾翼またはカナード）から3枚（ロー I 三葉機（英語版））
- 水平尾翼の位置-胴体、垂直尾翼、または尾翼支材の高、中、低に取り付けられる。
- 固定スタビライザーと可動昇降舵面、または単一の複合水平尾翼または（すべての）フライングテール[2]。（F-111 アードヴァーク）

一部の場所には特別な名前が付けられている。
- 十字尾翼：垂直尾翼の中央部（ホーカー シーホーク、シュド・カラベル）
- T字尾翼：垂直尾翼の上部（グロスター ジャベリン、ボーイング727）

| 胴体搭載 | 十字尾翼 | T字尾翼 | 水平尾翼の飛行 |